# Surpopulation carcérale
La surpopulation carcérale désigne l’excès d'individus incarcérés dans un établissement pénitentiaire par rapport à sa capacité théorique. Par extension, la surpopulation peut toucher un groupe d'établissements voire une administration pénitentiaire tout entière.
Touchant de nombreux pays autour du monde, le phénomène de surpopulation trouve son origine dans de multiples causes, principalement des différences dans les politiques pénales ou pénitentiaires. Pour de nombreux pays occidentaux, la surpopulation carcérale a augmenté durant la seconde moitié du 20e siècle, reflétant de profondes évolutions des politiques pénales.
Pour les individus détenus, la surpopulation d'un établissement provoque une dégradation de la qualité des conditions de détention. Les espaces de vie sont ainsi réduits, le confort en cellule minimal et les activités (accès au soin et aux formations, loisirs) limitées. Pour prévenir cette conséquence et punir le glissement de certaines conditions de détention vers des pratiques relevant de la torture, plusieurs pays et instances internationales ont mis en place des commissions de visites indépendantes.
Les réponses nationales à la surpopulation carcérale sont variées. Elles sont généralement composées de programme de constructions pénitentiaires, de changements des politiques pénales voire d'actions ponctuelles de grâces.

## Description

### Définition
Un établissement pénitentiaire est en situation de surpopulation lorsque le nombre de détenus qui y sont incarcérés dépasse la capacité d'accueil prévue.

### Vision locale et globale
Dans sa définition la plus simple, la surpopulation est donc un phénomène local, qui ne concerne qu'un unique établissement. Toutefois, les contraintes de la planification pénitentiaire oblige à généraliser l'indicateur. Ainsi, pour pouvoir mettre en place une politique publique adaptée sur un territoire, les autorités doivent définir si un groupe d'établissements précis suffit à offrir les places de détention nécessaires pour le bassin de population en question.
Toutefois, le regroupement de plusieurs établissements peut poser d'importants problèmes méthodologiques dans la définition de la surpopulation. En effet, les politiques publiques actuelles tendent à encourager la création d'établissements spécialisés, à même de permettre une prise en charge individualisée des détenus. Par exemple, les différentes autorités cantonales suisses construisent aujourd'hui des établissements destinés aux mineurs, aux jeunes adultes (18-25 ans), aux détenus souffrant de troubles psychiatriques graves ou des établissements ouverts favorisant le travail et la formation des individus, etc. Or, ces établissements spécifiques ne sont souvent conçus que pour un unique type de détenu. Un indicateur global peut dans ce cas masquer une surpopulation dans certains établissements tandis que d'autres sont utilisés en sous-capacité.

## Causes de la surpopulation et idées reçues
La surpopulation carcérale est due à la mauvaise adéquation entre la taille de la population incarcérée et le nombre de places de détention mises à disposition par les autorités. Ainsi, tous les facteurs influençant l'une ou l'autre de ces deux variables

### Idées reçues: l'augmentation de la population en détention est liée à l'augmentation de la criminalité
Les associations et les responsables pénitentiaires des différents pays insistent sur l'absence de corrélation significative entre la population placée en détention et les indicateurs de criminalité.
La raison de cette déconnexion est simple : le schéma criminalité - détention omet le terme médian, à savoir la justice. Pour être incarcéré dans les pays occidentaux, il faut en effet avoir été condamné par les instances juridiques ou faire l'objet d'une procédure pénale, elle-même encadrée par les codes de procédure pénal nationaux. Ainsi,

### Nombre de places de détention
La dimension du parc pénitentiaire est le premier facteur expliquant un phénomène de surpopulation.
Toutefois, de nombreux spécialistes mettent en avant les lacunes d'une approche exclusivement liée à la construction d'infrastructures pour répondre au problème de la surpopulation. En effet, le fait de construire de nouvelles places provoque généralement un appel d'air selon la contrôleuse générale des lieux de privation de liberté (France) Adeline Hazan. Ainsi, les nouvelles constructions seraient suivies par une augmentation des condamnations à des peines de prisons, rendant toute réduction de la surpopulation impossible.

### Politique pénale

#### Échelle des peines
Les évolutions de la politique pénale concernent également les durées d'emprisonnement prévues pour en regard des délits et des crimes commis. L'augmentation des durées de détention, à la suite de la mise en place d'une politique pénale plus répressive, ou au contraire leur diminution influencent fortement le phénomène de surpopulation. Par exemple, la politique pénale française s'est durcie depuis le début des années 2000 entrainant un allongement des durées d'emprisonnement, aussi bien pour les courtes peines que pour les longues peines. Sur le plan statistique, la durée moyenne de détention en France est passée de 7,9 mois en 2002 à 9,8 mois en 2018.

## Effets de la surpopulation sur le système carcéral

### Effets sur les conditions de détention
Les droits des détenus sont menacés ( l'insuffisance au logement, réduction de la part  alimentaire)
Destruction des installations hygiéniques de détenus

## Normalisation des conditions de détention, surveillance et condamnation de la surpopulation carcérale
Plusieurs pays ont réglementé les conditions de détention qui doivent s'appliquer sur leur territoire. Ainsi,
Afin d'assurer une surveillance plus efficace des lieux de détention et des problématiques qu'ils rencontrent, la surpopulation en étant un majeur, plusieurs pays ont mis en place des commissions de visites indépendants. Que ce soit les services du contrôleur général des lieux de privation de libertés en France ou la Commission nationale de prévention de la torture en Suisse. Généralement ces organismes officiels ne disposent pas de pouvoir coercitif sur l'administration pénitentiaire. Ils ont avant tout une fonction d'observation et d'information auprès du grand-public et des autorités politiques.
Des accords internationaux définissant des normes communes à plusieurs ont également vu le jour, comme les réglementations applicables au sein des pays de l'Union européenne. Or, certains de ces accords conduisent à la mise en place de normes applicables devant les tribunaux compétents. Par exemple, la Cour européenne des droits de l'homme peut ainsi prononcer un jugement contre un pays européen qui ne respecterait pas les normes applicables à détention. La surpopulation carcérale générant une dégradation importante des conditions de détention, des pays sont condamnés par cette juridiction comme la France (arrêt J. M. B. en 2020), l'Italie (arrêt Torreggiani en 2013) ou la Hongrie.

## La surpopulation carcérale par pays

### France
La France compte 188 établissements pénitentiaires et la surpopulation carcérale concerne aujourd'hui 88 établissements, qui dépassent de 20 % à 155 % leur capacité d’accueil. En novembre 2018, on compte 71 000 personnes écrouées pour 60 000 places soit un taux moyen d'occupation des établissements pénitentiaires de 118 %. En matière de surpopulation, la France occupe bien la queue du classement, juste devant la Belgique (127 %) et la Hongrie (129,4 %), parmi les 27 États membres de l'Union européenne. La surpopulation carcérale a fait l'objet d'un rapport en 2013 par les députés Sébastien Huyghe et Dominique Raimbourg. Un autre rapport de la Cour des comptes publié en octobre 2023 signale qu'une des causes à la surpopulation carcérale est due au durcissement de la réponse pénale à la délinquance au cours des dernières années. "Les incarcérations et leurs durées ont ainsi augmenté de façon significative : près de 90 000 années de prison fermes ont été prononcées en 2019 contre 54 000 environ en 2000, soit une augmentation de près de 70 % sur vingt ans."
Au 1er décembre 2023, le nombre de détenus en France a atteint un nouveau record absolu avec 75 677 personnes incarcérées pour 61 359 places opérationnelles, soit une densité carcérale (qui correspond au nombre de détenus rapporté à la capacité opérationnelle des établissements définie à partir du nombre de lits) de 123,3 %. En raison de cette surpopulation, 2 748 détenus sont contraints de dormir sur un matelas posé à même le sol. Une situation qui a valu à la France d'être condamnée par la Cour européenne des droits de l’homme (CEDH) le 30 janvier 2020 et le 6 juillet 2023,.
Au 1er octobre 2024, il y a 79 631 détenus pour 62 279 places opérationnelles, soit une densité carcérale de 127,9 %.

### Suisse
Les statistiques concernant la détention ne montre pas l'existence d'une problématique de surpopulation au niveau global. En effet, le taux moyen d'occupation des établissements pénitentiaires s'établit à 94% en 2019. Toutefois, ce chiffre masque des disparités géographiques et typologiques importantes. Ainsi, les prisons de Champ-Dollon (Genève), du Bois-Mermet (Vaud) ou de la Croisée (Vaud) présentent des taux d'occupation de respectivement 185 %, 170 % et 140 % à la fin 2012,.
Comme le montre plusieurs études et enquêtes journalistiques, les cantons romands présentent la particularité de recourir davantage à la détention préventive que leurs homologues alémaniques,.
Le problème de la surpopulation carcérale existe depuis de nombreuses années pour les plus grands cantons (Genève, Berne ou Zürich). Historiquement, certaines recherches ont mis en évidence une relation entre le flux d'immigration et l'augmentation de la population détenue en Suisse. Cette explication n'est toutefois pas la seule pour comprendre le phénomène. La fermeture d'établissements vétustes au début des années 2000 a ainsi limité l'extension du parc pénitentiaire helvétique.
En 2007, un nouveau Code pénal est introduit dans le pays. Révisant la politique pénale appliquée jusqu'alors, les spécialistes estiment que le nouveau Code devrait diminuer le nombre d'incarcération. Toutefois, après 5 années, les statistiques démentent les prévisions. Si le nouveau Code pénal a pu limiter la surpopulation carcérale, il ne l'a pas fait régresser.

### États-Unis
En 2018, le Sénat vote une loi assouplissant l'échelle des peines d'emprisonnement. Cette évolution dans les sanctions pénales doit permettre la diminution de la surpopulation qui affecte les prisons du pays.